# Davidius truncus
Davidius truncus – gatunek ważki z rodziny gadziogłówkowatych (Gomphidae). Występuje w Chinach; stwierdzony w prowincjach Fujian, Henan i Zhejiang.